# Komitet wyborczy
Ten artykuł należy dopracować:

przedstawiono sytuację tylko z polskiej perspektywy – artykuł powinien być przekrojowy.
Pomóż go poprawić. Na stronie dyskusji mogą znajdywać się pomocne komentarze.
Komitet wyborczy – epizodyczny byt prawny funkcjonujący w polskim systemie wyborczym. Zgłasza kandydatów i prowadzi kampanię wyborczą na ich rzecz. Instytucja komitetu wyborczego została wprowadzona w ordynacji wyborczej do Sejmu z 1991, co było związane z niewykształconym systemem partyjnym.
W wyborach do Sejmu i Senatu, oraz w wyborach do Parlamentu Europejskiego wyróżnia się trzy rodzaje komitetów wyborczych:
- Komitet Wyborczy partii politycznej (KW),
- Koalicyjny Komitet Wyborczy (KKW),
- Komitet Wyborczy Wyborców (KWW).

W wyborach samorządowych komitety wyborcze mogą być tworzone także przez stowarzyszenia i inne organizacje społeczne, zaś w wyborach prezydenckich tylko przez wyborców.
Funkcję komitetu wyborczego partii politycznej lub organizacji społecznej pełni organ upoważniony do reprezentowania jej na zewnątrz. Działalność komitetów wyborczych jest uregulowana w Kodeksie wyborczym (Dz.U. z 2022 r. poz. 1277).